# Cañada Nieto
Cañada Nieto es una localidad uruguaya del departamento de Soriano.

## Ubicación
La localidad se encuentra situada en la zona suroeste del departamento de Soriano, entre el río San Salvador y el arroyo del Espinillo, y sobre la ruta 96. Dista 20 km de la ciudad de Dolores.

## Población
Según el censo de 2011 la localidad contaba con una población de 430 habitantes.
| 407           | 503 | 479 | 470 | 454 | 430 |
| (Fuente: INE) |     |     |     |     |     |